# Segunda División 1985-1986 (Spagna)
L'edizione 1985-86 della Segunda División fu il cinquantacinquesimo campionato di calcio spagnolo di seconda divisione. Il campionato vide la partecipazione di 20 squadre raggruppate in un unico gruppo. Le prime tre della classifica furono promosse in Primera División mentre le ultime quattro furono retrocesse in Segunda División B.

## Classifica finale
|  |     | Classifica 1985-86  | Pt | G  | V  | N  | P  | GF | GS | DR  |
|  | --- | ------------------- | -- | -- | -- | -- | -- | -- | -- | --- |
|  | 1.  | Real Murcia         | 52 | 38 | 22 | 8  | 8  | 66 | 30 | +33 |
|  | 2.  | Sabadell            | 46 | 38 | 15 | 16 | 7  | 49 | 30 | +19 |
|  | 3.  | Maiorca             | 46 | 38 | 18 | 10 | 10 | 54 | 37 | +17 |
|  | 4.  | Castellón           | 45 | 38 | 18 | 9  | 11 | 61 | 42 | +19 |
|  | 5.  | Deportivo La Coruña | 45 | 38 | 17 | 11 | 10 | 52 | 38 | +14 |
|  | 6.  | Elche               | 45 | 38 | 19 | 7  | 12 | 44 | 36 | +9  |
|  | 7.  | Real Oviedo         | 44 | 38 | 17 | 10 | 11 | 45 | 36 | +9  |
|  | 8.  | Bilbao Athletic     | 44 | 38 | 18 | 8  | 12 | 53 | 51 | +2  |
|  | 9.  | Recreativo Huelva   | 42 | 38 | 17 | 8  | 13 | 63 | 55 | +8  |
|  | 10. | Sestao Sport        | 39 | 38 | 16 | 7  | 15 | 49 | 45 | +4  |
|  | 11. | Malaga              | 37 | 38 | 13 | 11 | 14 | 46 | 47 | -1  |
|  | 12. | Cartagena FC        | 34 | 38 | 10 | 14 | 14 | 37 | 41 | -4  |
|  | 13. | Barcellona Atlètic  | 34 | 38 | 13 | 8  | 17 | 41 | 48 | -7  |
|  | 14. | Castilla            | 34 | 38 | 14 | 6  | 18 | 45 | 61 | -16 |
|  | 15. | CD Logroñés         | 33 | 38 | 10 | 13 | 15 | 46 | 44 | +2  |
|  | 16. | Rayo Vallecano      | 33 | 38 | 12 | 9  | 17 | 46 | 54 | -8  |
|  | 17. | Albacete            | 31 | 38 | 12 | 7  | 19 | 35 | 62 | -27 |
|  | 18. | Deportivo Aragón    | 28 | 38 | 9  | 10 | 19 | 35 | 55 | -20 |
|  | 19. | Tenerife            | 26 | 38 | 8  | 10 | 20 | 43 | 59 | -16 |
|  | 20. | Atlético Madrileño  | 22 | 38 | 8  | 6  | 24 | 27 | 66 | -39 |

## Verdetti
- Real Murcia,  Sabadell e  Maiorca promosse in Primera División 1986-1987.
- Albacete,  Deportivo Aragón,  Tenerife e  Atlético Madrileño retrocesse in Segunda División B 1986-1987.